# خالد عبد الرؤوف الجبر
خالد عبد الرؤوف الجبر (1964-) هو كاتب وأستاذ جامعي أردني، ولد في قلقيلية، وهو عضو في رابطة الكتاب الأردنيين وجمعيّة النقّاد الأردنيّين. وكانَ عضواً في اتحاد الكتّاب والأدباء الأردنيين (2002-2007)، عمل في التّدريس بمدارس وكالة الغوث في مخيّم نور شمس وقلقيلية لمدّة سنة، ثمّ في الكلّيّة الجامعية الوطنية بعمّان (1989-1992)، وفي جامعة النجاح الوطنيّة (1992-1994)، وفي جامعة الإمارات العربية المتّحدة (1994-1995)، ثم مدرسة البكالوريا بعمّان (1996-1997)، ثمّ أنشأ مدرسة خاصّة في قلقيلية (1997-2000)، ويعمل أستاذًا في جامعة البترا منذ سنة 2001.
عمل في مجال الصّحافة والإعلام حيث أعدّ برنامج إذاعي درامي بعنوان «أصداء القوافي» للإذاعة الأردنيّة (2006-2007)، ويُعدّ برنامج «أقلام واعدة» ويقدمه في الإذاعة نفسها منذ 2007، كما أعد وقدم في التّلفزيون الأردنيّ برامج «فكر وحضارة» (2008-2009)، و«مجالس الأدب» في 2010، و«حوارات ثقافية» في 2011.
كان عضواً في لجنة التحكيم لكلٍّ من مسابقة الإبداع الشّبابيّ التي تنظمها وزارة الثقافة في 2010، وجائزة عبد المحسن القطّان للإبداع الشّبابيّ في فلسطين في 2011.
شاركَ باحثًا مستكتباً في موسوعة «أعلام العلماء والأدباء العرب والمسلمين» للمنظّمة العربيّة للتّربية والثّقافة والعلومِ، والتحق بمعجم الدّوحة التّاريخيّ للّغة العربيّة في 2016، وهو عضو الهيئة التّنفيذيّة ومنسِّق دائرة التّحرير فيه.

## التعليم
تلقّى تعليمه الابتدائيّ والإعداديّ بمدرسة ذكور قلقيلية الإعدادية التابعة لوكالة الأمم المتحدة لإغاثة وتشغيل اللاجئين الفلسطينيين الأونروا (1970-1979)، ثمّ تابع تحصيله المدرسيّ في المدرسة السّعديّة الثانويّة (1980-1981)، وأنهى الثانوية في مدرسة ديراستيا الثانوية بالقُرب من سَلْفِيت سنة 1982، حصل على شهادة البكالوريوس من جامعة النجاح الوطنية بنابلس سنة 1987، ثمّ شهادتَي الماجستير في 1992 والدكتوراه في 2002 من الجامعة الأردنيّة.

## مؤلفات
صدرت له عدة أعمال أدبية منها:
- «حُداء المسافة» شِعر، (2002).
- «دراسة التنغيم الصّوتي في آثار الفارابي وبعض فلاسفة المسلمين»، (2002).[4]
- «بُلبل الغرام الكاشف عن لثام الانسجام: ديوان حسان الدين الحاجري»، (2003).
- «بكائيّة أخيرة» (شِعر)، (2003).
- «إيلاف» (شِعر)، (2007).
- «كتاب السِّحر والشِّعر للسان الدين بن الخطيب»، تحقيق (بالمشاركة)، دار جرير للنشر والتوزيع، (2008).
- «القصيدة كهفًا: قراءات في الشعر الأردنيّ المعاصر»، دار أمواج للطباعة والنشر والتوزيع، (2009).[5]
- «وظائف النّص في التراث النقدي العربي»، المجلة الأردنية في اللغة العربية وآدابها: مجلة علمية عالمية محكمة، (2009).[6]
- «تحوّل الصورة الشعرية وتحوّلات الخطاب: قراءة في النقد العربي القديم»، (2009).
- «شعرية الفقد- جدل الحياة والموت في شعر الخنساء» (بالمشاركة)، دار جرير للنشر والتوزيع، (2012).

### دراسات
- «فلسفة الدراسات الصوتية عند الفلاسفة المسلمين»، دراسة، (2001).
- "بلبل الغرام الكاشف عن لثام الانسجام"/ ديوان حسام الدّين الحاجريّ، تحقيق (بالمشاركة)، عمادة البحث العلميّ بجامعة البترا، 2003م.
- «الصمّة بن عبد الله القشيري: حياته وشعره»، جمع وتحقيق وشرح، دار المناهج للنشر والتوزيع، (2002).[7]
- «الصُّدور عن المعنى: جذور الاختلاف والتفكير الحواري عند العرب»، دراسة، (2003).
- «طرق المتلقّي في إنتاج معنى النّصّ القرآنيّ»، دراسة، (2003).[8]
- «شرح شعر الشّنفرى الأزديّ»، تحقيق، دار الينابيع، عمّان، (2004).[9]
- «تحوّلات التّناصّ في شعر محمود درويش: ترائي سورة يوسف نموذجاً»، دراسة، عمادة البحث العلمي بجامعة البترا، (2004).
- «أثر العقلية السلفية في أزمة اللغة العربية»، دراسة، (2004).
- «المنحى الجمالي في التّلقّي عند العرب»، دراسة، البصائر: مجلة علمية محكمة، (2004).[10]
- «أوصاف النّساء من تُحفة العروس ونزهة النّفوس للتِّجّاني»، تحقيق، دار اليازروي، عمّان، (2005).
- «روضة الفصاحة للرّازي»، تحقيق، دار وائل للطّباعة والنّشر، عمّان، (2005).
- «معالجة المعنى في التراث الفكري العربي»، دراسة، (2005).
- «فلسفة اللغة والحاجة إلى التأويل»، دراسة، (2006).
- «أقانيم الوجود: المتلقي والنص والمعنى (قراءات في التراث الفكري العربي)»، وزارة الثقافة، (2006).[11]
- «ثقافة الخوف في الفكر العربي الإسلامي: بين السيادة الإلهية والسلطة الزمنية»، دراسة، جامعة فيلادلفيا كلية الآداب والفنون، 2006.[12]
- «سلطة النّصّ ونسبية التلقّي»، دراسة، (2006).
- «رؤية النقد العربي لدور المتلقي في إنتاج النّصّ»، دراسة، (2006).
- «جدل الإبداع والتلقي: أثر التلقي في حركة الشعر العربي القديم»، دراسة، (2007).
- «فلسفة اللغة الشعرية والحاجة إلى التأويل»، دراسة، (2007).
- «غواية سيدورى: قراءات في شعر محمود درويش»، دار جرير للنشر والتوزيع، بدعم من وزارة الثقافة، عمّان، (2008).[13]
- «جدل البنية: الذات والمكان في ديوان درويش لا تعتذر عمّا فعلت»، دراسة، (2008).
- «رمز العنقاء في شعر محمود درويش»، مجلة اتحاد الجامعات العربية للآداب: مجلة علمية محكمة، 2013.[14]
- «التّلقّي في التّراث الفكريّ العربي»، المركز العربي للأبحاث ودراسة السّياسات، 2023.
- «رسالة مغناطيس الدّر النّفيس» لابن أبي حجلة التّلمساني، تحقيق، الآن-ناشرون وموزّعون، 2023.
- «المنتَخب من ديوان برهان الدّين القيراطي»، تحقيق، الآن-ناشرون وموزّعون، 2023.

## جوائز
نال جائزة أفضل قصيدة لطلبة الجامعات الأردنيّة من جامعة اليرموك (2001)، ومُنح جائزة التميّز العلمي من الجامعة الأردنيّة كونه الأوّل على فوج خرّيجي الدّكتوراه (2002)، كما مُنح شهادة التّفوّق من جامعة النّجاح الوطنية كونه الأوّل على فوج خرّيجي الجامعة السّابع (1987).